# راب ستيوارت (لاعب كرة قدم)
راب ستيوارت (بالإنجليزية: Rab Stewart)‏ هو لاعب كرة قدم ومدرب كرة قدم بريطاني في مركز نصف الجناح، ولد في 7 أكتوبر 1932 في اسكتلندا في المملكة المتحدة، وتوفي في 27 سبتمبر 1992. لعب مع نادي آير يونايتد ونادي سانت ميرين ونادي كيلمارنوك.